# Blood (canción de My Chemical Romance)
«Blood» es la última canción del álbum The Black Parade del grupo My Chemical Romance, publicado en 2006. 
Es una pista oculta en el álbum, y fue inspirada en la película La naranja mecánica. La pista empieza con un silencio de 1 minuto con 30 segundos, y luego la canción comienza con notas de piano dando paso al cantante Gerard Way. Es la canción más corta del álbum: dura solo 1:23, sin tener en cuenta los primeros 90 segundos de silencio.
En el álbum recopilatorio de la banda, May death never stop you, del año 2014, se publicó un videoclip inédito de esta canción.